# Anders Kulläng
Anders Kulläng, né le 23 septembre 1943 et mort le 28 février 2012, est un pilote de rallye suédois.

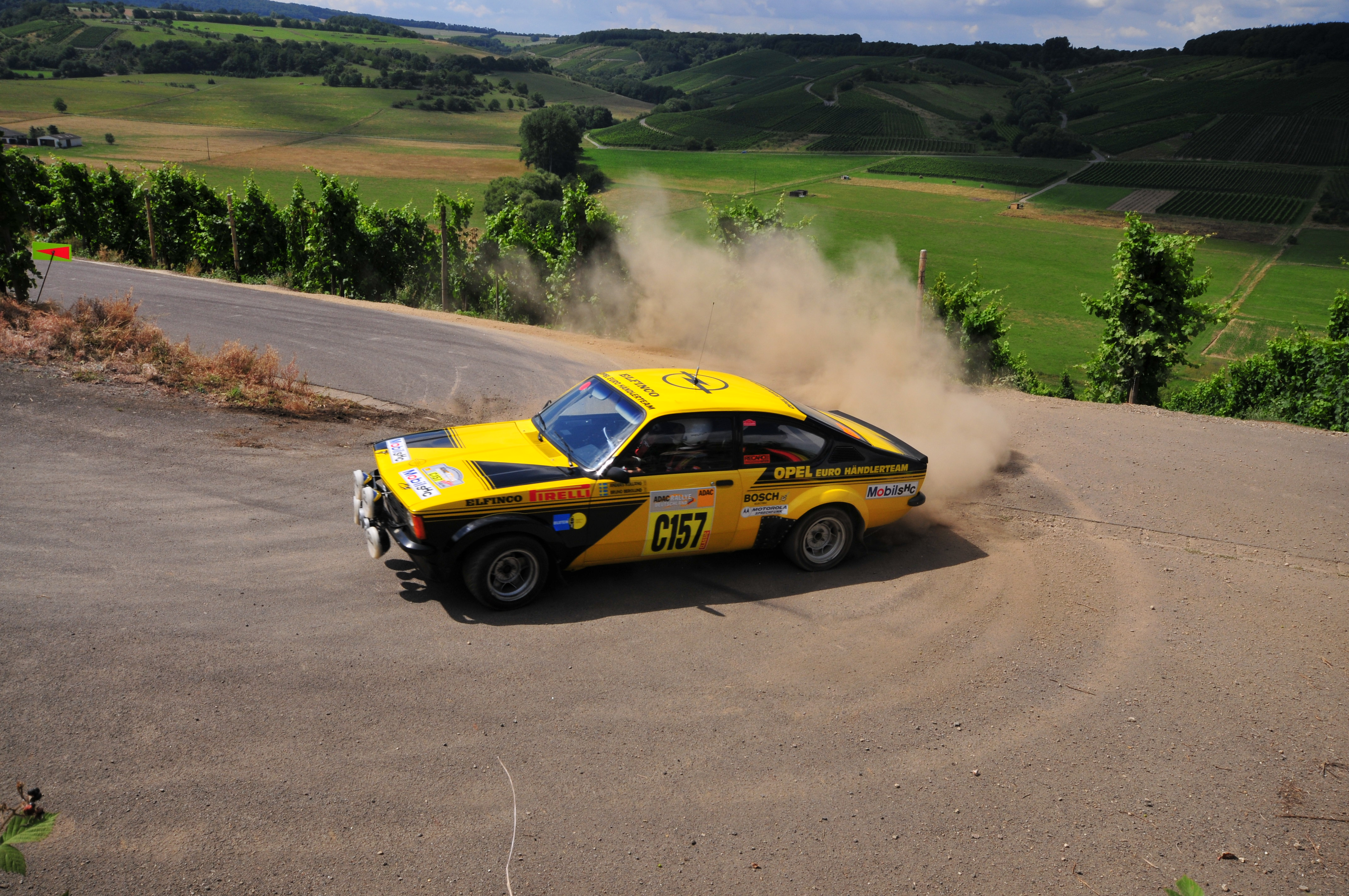
A.Kulläng au rallye d'Allemagne historique en 2008, sur Opel Kadett GT/E.

## Biographie
Il commença sa carrière en rallyes en 1962, et conduisit successivement comme pilote d'usine pour Opel (Kadett GT/E, puis Ascona 400), ensuite chez Mitsubishi de 1981 à 1982.
Kulläng obtint 4 podiums en rallyes WRC, pour 74 points en 45 courses et 57 étapes spéciales remportées, terminant 4e du championnat en 1978, et 5e en 1980. Sa première apparition a lieu au rallye Monte-Carlo en 1973 (sur Opel Ascona), et la dernière quinze ans plus tard en 1988 lors du rallye de Suède (sur BMW 325i).
Il compte une victoire en Mondial, chez lui en Suède en 1980 sur Opel Ascona 400 d'usine.
Il a dirigé une école de rallyes suédoise.

## Palmarès

### Victoire en WRC
| # | Course                                 | Année | Copilote       | Véhicule        |
| - | -------------------------------------- | ----- | -------------- | --------------- |
| 1 | Suède 30th International Swedish Rally | 1980  | Bruno Berglund | Opel Ascona 400 |
Autres podiums en WRC: 3e au rallye de Suède en 1976 (Ascona) et 1977 (Kadett GT/E), puis 3e au Québec en 1978 (Kadett GT/E)

### Victoire en ERC
- Rallye de Suède: 1980 (même course).